# On Stage (álbum de Rainbow)
On Stage es un álbum en directo del grupo de hard rock británico Rainbow, lanzado por Polydor en 1977.
Editado originalmente como long play doble, "On Stage" recoge temas grabados en shows ofrecidos en Japón y Alemania en 1976, en el marco del Rising World Tour.
El álbum incluye la acostumbrada introducción usada por la banda, tomada de "El mago de Oz" (voz de Judy Garland): "Toto: I have a feeling we're not in Kansas anymore. We must be over the rainbow!" Con la última palabra repetida en eco fundiéndose con los acordes iniciales del tema apertura: "Kill the King".
El tema "Mistreated" de Deep Purple (originalmente cantado por David Coverdale) es interpretado aquí por Ronnie James Dio, en una versión de más de 13 minutos, que ocupa todo el tercer lado del álbum.
"On Stage" llegó al puesto n.º 7 en los charts británicos, y al 65 en el Billboard Pop Albums.

## Lista de canciones
Lado A
1. "Kill the King" (Ritchie Blackmore, Ronnie James Dio, Cozy Powell) - 5'32
2. "Medley: Man on the Silver Mountain (Blackmore, Dio) / Blues (Blackmore) / Starstruck" - 11'12

Lado B
1. "Catch the Rainbow" (Blackmore, Dio) - 15'35

Lado C
1. "Mistreated" (Blackmore, David Coverdale) - 13'03

Lado D
1. "Sixteenth Century Greensleeves" (Blackmore, Dio) - 7'36
2. "Still I'm Sad" (Paul Samwell-Smith, Jim McCarty) - 11'01

## Personal
- Ritchie Blackmore - guitarra
- Ronnie James Dio - voz
- Jimmy Bain - bajo
- Cozy Powell - batería
- Tony Carey - teclados, orchestron